# Ielena Zaroubina
Pour les articles homonymes, voir Zaroubina et Plotnikova.
Ielena Mikhaïlovna Zaroubina (en russe : Елена Михайловна Зарубина) (née Plotnikova le 26 juillet 1978 à Moscou) est une ancienne joueuse de volley-ball russe. Elle mesure 1,86 m et jouait au poste de libero. Elle a totalisé 68 sélections en équipe de Russie.

## Clubs
| Club                    | De        | À         |
| ----------------------- | --------- | --------- |
| Rossy Moscou            | 1995-1996 | 1996-1997 |
| Malahit Iekaterinbourg  | 1997-1998 | 1997-1998 |
| Johnson Matthey Rubiera | 1998-1999 | 1998-1999 |
| Kocaelispor İzmit       | 2000-2001 | 2000-2001 |
| Aeroflot-Malahit        | 2001-2002 | 2001-2002 |
| Ouralotchka NTMK        | 2002-2003 | 2002-2003 |
| Dynamo-Yantar           | 2003-2004 | 2003-2004 |
| Ouralotchka NTMK        | 2004-2005 | 2007-2008 |
| Dinamo Krasnodar        | 2012-2013 | 2012-2013 |

## Palmarès

### Équipe nationale
- Jeux Olympiques
  -  2004 à Athènes
- Championnat d'Europe 
  - Vainqueur : 1999, 2001.
- Grand Prix mondial
  - Vainqueur : 1999, 2002.
  - Finaliste : 2003.
- World Grand Champions Cup
  - Finaliste : 2001.
- Championnat du monde des moins de 20 ans
  - Vainqueur : 1997.

### Clubs
- Championnat de Russie
  - Vainqueur : 1999, 2001, 2003, 2005.
- Challenge Cup
  - Vainqueur : 2013.